# Pallacanestro Cantù 2015-2016
Questa voce raccoglie le informazioni riguardanti la Pallacanestro Cantù nelle competizioni ufficiali della stagione 2015-2016.

## Stagione
La stagione 2015-2016 della Pallacanestro Cantù, sponsorizzata Acqua Vitasnella, è la 59ª nel massimo campionato italiano di pallacanestro. Il club lombardo, con la sponsorizzazione FoxTown, partecipa alla FIBA Europe Cup.
Per la composizione del roster si decise di cambiare la scelta della formula, passando al 5+5, ovvero con 5 giocatori stranieri senza vincoli e 5 giocatori di formazione italiana. Questa scelta fu cambiata a metà stagione per passare al 5+4+3, con 7 giocatori stranieri (3 non comunitari FIBA e 4 comunitari).

### Precampionato
Il raduno si è tenuto il 17 Agosto al Pianella con tutti i giocatori presenti tranne Brady Heslip, impegnato con la nazionale canadese al FIBA Americas Championship 2015.
Il 19 Settembre c'è stata la presentazione del roster agli sponsor e ai tifosi riuniti al Palasport Parini. Madrina della serata è stata Juliana Moreira.
La prima uscita stagionale è stata a Lugano il 1 settembre contro il Lugano Tigers, partita persa per 66-65. Nella seconda amichevole estiva, valida per il 3º Torneo Internazionale Città di Jesolo, Cantù si impone contro gli Shanghai Sharks per 96 a 48. Cantù batte in finale la Reyer Venezia aggiudicandosi così il primo trofeo della nuova stagione.
Il 16 Settembre, la Pallacanestro Cantù si aggiudica il secondo trofeo, battendo la Manital Torino per 64-62 nel Memorial "Aldo Di Bella".
Il 19 e 20 Settembre, Cantù partecipa alla prima Coppa FoxTown, dove perde nettamente sia la semifinale con Pesaro per 74-91, sia la finale valida per il terzo posto giocata contro la Vanoli Cremona per 94-97.
Le ultime due amichevoli estive sono entrambe valide per il Trofeo Lombardia. Cantù vince la semifinale per 95-80 contro il Legnano Basket, ma viene ancora battuta da Cremona per 88-84.

## Maglie
| Casa | Trasferta |

## Organigramma societario
Aggiornato al 26 Gennaio 2016.
- Presidente: Dmitrij Gerasimenko
- Vicepresidente: Andrea Mauri
- Consiglieri: Andrea Mauri, Irina Gerasimenko, Mattia Paganoni
- Direttore Sportivo: Daniele Della Fiori
- Team Manager: Paolo Avantaggiato
- Ufficio Stampa: Luca Rossini
- Responsabile settore giovanile: Antonio Visciglia

- Allenatore: Sergej Bazarevič
- Assistenti: Nicola Brienza, Giorgio Gerosa
- Addetto statistiche: Guido Corti
- Preparatore atletico: Roberto Bianchi
- Medici sociali: Federico Casamassima, Marco Camagni
- Fisioterapisti: Andrea Lanzi, Christian Bianchi
- Addetto agli arbitri: Carlino Cattaneo

## Roster
| Acqua Vitasnella - FoxTown Cantù 2015-16 | Acqua Vitasnella - FoxTown Cantù 2015-16 |
| Giocatori                                | Staff tecnico                            |
| ---------------------------------------- | ---------------------------------------- |

| N. | Naz.                                                       | Ruolo | Nome                | Anno | Alt.   | Peso   |  |
| -- | ---------------------------------------------------------- | ----- | ------------------- | ---- | ------ | ------ |  |
| 1  | Croazia (bandiera)                                         | PG    | Roko Ukić           | 1984 | 196 cm | 83 kg  |  |
| 4  | Stati Uniti (bandiera)                                     | C     | Jared Berggren      | 1990 | 208 cm | 107 kg |  |
| 5  | Italia (bandiera)                                          | AP    | Awudu Abass (C)     | 1993 | 200 cm | 100 kg |  |
| 7  | Canada (bandiera)                                          | G     | Brady Heslip        | 1990 | 188 cm | 82 kg  |  |
| 9  | Italia (bandiera)                                          | PG    | Marco Laganà        | 1993 | 197 cm | 84 kg  |  |
| 10 | Stati Uniti (bandiera)                                     | AG    | LaQuinton Ross      | 1991 | 203 cm | 100 kg |  |
| 11 | Slovenia (bandiera)                                        | AP    | Domen Lorbek        | 1985 | 196 cm | 102 kg |  |
| 12 | Italia (bandiera)                                          | P     | Ruben Zugno         | 1996 | 186 cm | 80 kg  |  |
| 14 | Canada (bandiera) · Regno Unito (bandiera)                 | G     | Kyle Johnson        | 1988 | 195 cm | 88 kg  |  |
| 15 | Italia (bandiera)                                          | C     | Curtis Nwohuocha    | 1997 | 202 cm | 108 kg |  |
| 18 | Polonia (bandiera) · Italia (bandiera)                     | AG    | Jakub Wojciechowski | 1990 | 213 cm | 112 kg |  |
| 20 | Italia (bandiera)                                          | G     | Luca Cesana         | 1997 | 194 cm | 84 kg  |  |
| 21 | Stati Uniti (bandiera)                                     | P     | Langston Hall       | 1991 | 191 cm | 82 kg  |  |
| 21 | Polonia (bandiera)                                         | AC    | Michał Ignerski     | 1980 | 207 cm | 111 kg |  |
| 25 | Stati Uniti (bandiera)                                     | AG    | JaJuan Johnson      | 1989 | 208 cm | 98 kg  |  |
| 32 | Italia (bandiera)                                          | C     | Amedeo Tessitori    | 1994 | 208 cm | 97 kg  |  |
| 41 | Stati Uniti (bandiera)                                     | GA    | Kenny Hasbrouck     | 1986 | 191 cm | 88 kg  |  |
| 44 | Ucraina (bandiera)                                         | C     | Kyrylo Fesenko      | 1986 | 216 cm | 130 kg |  |
| 69 | Porto Rico (bandiera) · Isole Vergini Americane (bandiera) | P     | Walter Hodge        | 1986 | 183 cm | 77 kg  |  |

| Allenatore |
| - Fabio Corbani (fino al 18 dicembre) - Nicola Brienza (dal 18 e fino al 24 dicembre) - Sergej Bazarevič (dal 24 dicembre)   |
| Assistente/i |
| - Nicola Brienza (fino al 18 e dal 24 dicembre) - Giorgio Gerosa Legenda - (C) Capitano - (IN) Inattivo - Infortunato Roster |

## Mercato

### Sessione estiva
| Acquisti | Acquisti            | Acquisti        | Acquisti       | Acquisti   |
| R.       | Nome                | da              | Data           | Modalità   |
| -------- | ------------------- | --------------- | -------------- | ---------- |
| ALL      | Fabio Corbani       | Pall. Biella    | 11 giugno 2015 | definitivo |
| P        | Langston Hall       | Pistoia Basket  | 27 giugno 2015 | definitivo |
| AC       | Amedeo Tessitori    | Juvecaserta     | 29 giugno 2015 | definitivo |
| AC       | Jakub Wojciechowski | Pall. Mantovana | 8 luglio 2015  | definitivo |
| C        | Jared Berggren      | Ostenda         | 22 luglio 2015 | definitivo |
| A        | LaQuinton Ross      | V.L. Pesaro     | 24 luglio 2015 | definitivo |
| G        | Brady Heslip        | Igokea          | 31 luglio 2015 | definitivo |
| GA       | Kenny Hasbrouck     | B.C. Ferrara    | 9 agosto 2015  | definitivo |

| Cessioni | Cessioni             | Cessioni          | Cessioni          | Cessioni       |
| R.       | Nome                 | a                 | Data              | Modalità       |
| -------- | -------------------- | ----------------- | ----------------- | -------------- |
| G        | James Feldeine       | Vaq. de Bayamón   | 31 maggio 2015    | fine contratto |
| ALL      | Stefano Sacripanti   | Scandone Avellino | 6 giugno 2015     | fine contratto |
| ALL      | Massimiliano Oldoini | Scandone Avellino | 6 giugno 2015     | fine contratto |
| P        | Darius Johnson-Odom  | Trabzonspor       | 14 giugno 2015    | fine contratto |
| P        | Giacomo Bloise       | Bergamo B. 2014   | 4 luglio 2015     | fine contratto |
| AG       | Giacomo Maspero      | Recanati          | 10 luglio 2015    | fine contratto |
| P        | Stefano Gentile      | Pall. Reggiana    | 14 luglio 2015    | fine contratto |
| C        | Giorgi Shermadini    | Andorra           | 9 agosto 2015     | fine contratto |
| C        | Eric Williams        | Steaua Bucarest   | 18 agosto 2015    | fine contratto |
| AG       | Ivan Buva            | Scandone Avellino | 1 settembre 2015  | fine contratto |
| AP       | DeQuan Jones         | Atlanta Hawks     | 25 settembre 2015 | fine contratto |
| AP       | Metta World Peace    | L.A. Lakers       | 25 settembre 2015 | fine contratto |

### Dopo l'inizio della stagione
| Acquisti | Acquisti         | Acquisti         | Acquisti         | Acquisti   |
| R.       | Nome             | da               | Data             | Modalità   |
| -------- | ---------------- | ---------------- | ---------------- | ---------- |
| P        | Walter Hodge     | Cap. de Arecibo  | 16 novembre 2015 | definitivo |
| AC       | JaJuan Johnson   | Krasnyj Oktjabr' | 26 novembre 2015 | definitivo |
| G        | Kyle Johnson     | Free agent       | 17 dicembre 2015 | definitivo |
| ALL      | Sergej Bazarevič | Free agent       | 19 dicembre 2015 | definitivo |
| C        | Kyrylo Fesenko   | Lokomotiv Kuban' | 6 gennaio 2016   | definitivo |
| P        | Roko Ukić        | Free agent       | 11 gennaio 2016  | definitivo |
| AG       | Michał Ignerski  | Free agent       | 11 febbraio 2016 | definitivo |
| AP       | Domen Lorbek     | Free agent       | 13 febbraio 2016 | definitivo |

| Cessioni | Cessioni        | Cessioni       | Cessioni         | Cessioni    |
| R.       | Nome            | a              | Data             | Modalità    |
| -------- | --------------- | -------------- | ---------------- | ----------- |
| P        | Langston Hall   | Telekom Bonn   | 18 dicembre 2015 | rescissione |
| ALL      | Fabio Corbani   | Free agent     | 18 dicembre 2015 | rescissione |
| A        | LaQuinton Ross  | Hapoel Eilat   | 10 gennaio 2016  | rescissione |
| GA       | Kenny Hasbrouck | Virtus Bologna | 22 gennaio 2016  | rescissione |
| G        | Kyle Johnson    | Junior Casale  | 12 febbraio 2016 | rescissione |
| C        | Jared Berggren  | Aquila Trento  | 15 febbraio 2016 | rescissione |

## Risultati

### Serie A

#### Regular season

##### Girone di andata
| Arbitri: | Lamonica (Pescara) Lo Guzzo (Catanzaro) Borgioni (Roma) |

|                                |            |                             |
| Jasaitis 17 Oriakhi 13 Perl 12 | Punti      | 15 Ross 11 Berggren 10 Hall |
| Ilievski 6                     | Assist     | 2 Ross                      |
| Bowers 9                       | Rimbalzi   | 10 Berggren, Abass          |
| Giulio Griccioli               | Allenatori | Fabio Corbani               |

| Arbitri: | Paternicò (Piazza Armerina) Baldini (Firenze) Paglialunga (Taranto) |

|                           |            |                               |
| Ross 23 Heslip 15 Hall 11 | Punti      | 21 Haynes 17 Logan 14 Varnado |
| Abass, Hasbrouck 3        | Assist     | 8 Logan                       |
| Ross 11                   | Rimbalzi   | 6 Alexander                   |
| Fabio Corbani             | Allenatori | Meo Sacchetti                 |

| Arbitri: | Sahin (Messina) Bettini (Bologna) Morelli (Brindisi) |

|                                      |            |                                    |
| Lavrinovič 24 Aradori 17 Polonara 13 | Punti      | 30 Heslip 18 Ross 10 Wojciechowski |
| De Nicolao 5                         | Assist     | 3 Ross                             |
| Polonara 7                           | Rimbalzi   | 7 Ross, Wojciechowski              |
| Massimiliano Menetti                 | Allenatori | Fabio Corbani                      |

| Arbitri: | Begnis (Crema) Weidmann (Roma) Caiazza (Arzano) |

|                            |            |                                     |
| Abass 26 Heslip 16 Ross 14 | Punti      | 18 Ivanov 16 Robinson, Ebi 8 Miller |
| Hall 5                     | Assist     | 5 Ivanov, Robinson                  |
| Abass, Ross 9              | Rimbalzi   | 14 Ebi                              |
| Fabio Corbani              | Allenatori | Luca Bechi                          |

| Arbitri: | Lanzarini (Bologna) Biggi (Sarmato) Paglialunga (Taranto) |

|                                                            |            |                                        |
| A. Abass 23 B. Heslip, K. Hasbrouck 22 J. Wojciechowski 11 | Punti      | 25 K. Kadji 20 D. Cournooh 19 A. Banks |
| K. Hasbrouck 4                                             | Assist     | 6 A. Banks                             |
| A. Abass 9                                                 | Rimbalzi   | 13 A. Zerini                           |
| Fabio Corbani                                              | Allenatori | Piero Bucchi                           |

| Arbitri: | Sahin (Messina) Rossi (Sansepolcro) Morelli (Brindisi) |

|                                     |            |                                                          |
| A. Kirk 22 P. Knowles 21 A. Czyż 15 | Punti      | 18 J. Berggren, B. Heslip, L. Ross 11 L. Hall 9 A. Abass |
| P. Knowles 8                        | Assist     | 10 L. Hall                                               |
| R. Moore 8                          | Rimbalzi   | 10 J. Berggren, L. Ross                                  |
| Vincenzo Esposito                   | Allenatori | Fabio Corbani                                            |

| Arbitri: | Lo Guzzo (Catanzaro) Saredella (Rimini) Attard (Siracusa) |

|                                         |            |                                       |
| A. Abass 29 B. Heslip 19 J. Berggren 15 | Punti      | 18 I. Buva 14 T. Green 12 B. Veikalas |
| L. Hall 7                               | Assist     | 5 T. Green                            |
| J. Berggren 6                           | Rimbalzi   | 8 I. Buva                             |
| Fabio Corbani                           | Allenatori | Stefano Sacripanti                    |

| Arbitri: | Sabetta (Termoli) Baldini (Firenze) Quarta (Torino) |

|                                         |            |                                     |
| D. Cinciarini 16 M. Downs 14 P. Siva 13 | Punti      | 20 W. Hodge 17 L. Ross 10 B. Heslip |
| P. Siva 8                               | Assist     | 4 W. Hodge                          |
| D. Hunt 14                              | Rimbalzi   | 12 L. Ross                          |
| Sandro Dell'Agnello                     | Allenatori | Fabio Corbani                       |

| Arbitri: | Sahin (Messina) Seghetti (Livorno) Weidmann (Roma) |

|                                          |            |                                          |
| J. Johnson 28 W. Hodge 16 J. Berggren 10 | Punti      | 18 O. Lafayette 15 J. McLean 11 K. Simon |
| W. Hodge 5                               | Assist     | 5 K. Simon                               |
| J. Johnson 7                             | Rimbalzi   | 9 J. McLean                              |
| Fabio Corbani                            | Allenatori | Jasmin Repeša                            |

| Arbitri: | Taurino (Modena) Di Francesco (Teramo) Borgioni (Roma) |

|                                                          |            |                                              |
| H. Perić 15 M. Green, J. Owens 13 P. Goss, M. Ruzzier 12 | Punti      | 34 A. Abass 26 B. Heslip 15 J. Wojciechowski |
| M. Green 7                                               | Assist     | 7 W. Hodge                                   |
| M. Green, J. Owens 6                                     | Rimbalzi   | 10 A. Abass                                  |
| Carlo Recalcati                                          | Allenatori | Fabio Corbani                                |

| Arbitri: | Mattioli (Pesaro) Sardella (Rimini) Quarta (Torino) |

|                                        |            |                                             |
| B. Heslip 30 J. Johnson 12 W. Hodge 10 | Punti      | 18 M. Cusin 18 D. Washington 11 R. Gaspardo |
| W. Hodge 6                             | Assist     | 9 L. Vitali                                 |
| J. Johnson 9                           | Rimbalzi   | 7 D. Washington                             |
| Fabio Corbani                          | Allenatori | Cesare Pancotto                             |

| Arbitri: | Sabetta (Termoli) Filippini (Pisa) Attard (Siracusa) |

|                                                                |            |                                                                 |
| K. Hasbrouck 21 J. Johnson 18 A. Abass, B. Heslip, W. Hodge 11 | Punti      | 15 J. Wright 11 D. Sutton 10 J. Sanders, D. Pascolo, T. Lockett |
| W. Hodge 11                                                    | Assist     | 4 T. Lockett                                                    |
| J. Johnson 10                                                  | Rimbalzi   | 7 D. Sutton                                                     |
| Nicola Brienza                                                 | Allenatori | Maurizio Buscaglia                                              |

| Arbitri: | Taurino (Modena) Aronne (Viterbo) Borgioni (Roma) |

|                                                  |            |                                           |
| D. Pittman 19 C. Fells, R. Odom 16 V. Mazzola 12 | Punti      | 24 W. Hodge 19 J. Johnson 11 K. Hasbrouck |
| C. Fells 5                                       | Assist     | 4 W. Hodge                                |
| D. Pittman, V. Mazzola, R. Odom 6                | Rimbalzi   | 15 J. Johnson                             |
| Giorgio Valli                                    | Allenatori | Nicola Brienza                            |

| Arbitri: | Bettini (Bologna) Lo Guzzo (Catanzaro) Calbucci (Roma) |

|                                                      |            |                                                 |
| J. Johnson 23 K. Hasbrouck, B. Heslip 16 W. Hodge 11 | Punti      | 22 A. Daye 16 T. Lacey 7 J. Shepherd, T. Lydeka |
| W. Hodge 8                                           | Assist     | 7 S. Christon                                   |
| J. Johnson 8                                         | Rimbalzi   | 9 A. Daye                                       |
| Sergej Bazarevič                                     | Allenatori | Riccardo Paolini                                |

| Arbitri: | Paternicò (Piazza Armerina) Baldini (Firenze) Caiazza (Arzano) |

|                                         |            |                                        |
| M. Wayns 19 R. Kuksiks 12 G. Ferrero 10 | Punti      | 19 A. Abass 14 J. Johnson 13 B. Heslip |
| K. Kangur 4                             | Assist     | 4 K. Hasbrouck                         |
| M. Wayns, R. Kuksiks 7                  | Rimbalzi   | 9 J. Johnson                           |
| Paolo Moretti                           | Allenatori | Sergej Bazarevič                       |

##### Girone di ritorno
| Arbitri: | Biggi (Sarmato) Rossi (Sansepolcro) Attard (Siracusa) |

|                                      |            |                                                             |
| W. Hodge 18 B. Heslip 16 A. Abass 13 | Punti      | 11 A. Oriakhi 10 V. Stojanović, T. Laquintana 9 K. Nankivil |
| R. Ukić, W. Hodge 6                  | Assist     | 5 V. Ilievski                                               |
| J. Wojciechowski 7                   | Rimbalzi   | 17 A. Oriakhi                                               |
| Sergej Bazarevič                     | Allenatori | Gennaro Di Carlo                                            |

| Arbitri: | Taurino (Modena) Sabetta (Termoli) Paglialunga (Taranto) |

|                                                  |            |                                       |
| J. Alexander 27 R. Stipčević 16 D. Logan 9       | Punti      | 20 K. Fesenko 18 B. Heslip 17 R. Ukić |
| M. Haynes, T. Mitchell, D. Logan, R. Stipčević 3 | Assist     | 11 W. Hodge                           |
| T. Mitchell 6                                    | Rimbalzi   | 8 A. Abass                            |
| Marco Calvani                                    | Allenatori | Sergej Bazarevič                      |

| Arbitri: | Paternicò (Piazza Armerina) Bettini (Bologna) Rossi (Sansepolcro) |

|                                                    |            |                                                    |
| B. Heslip 18 K. Fesenko 15 A. Abass, J. Johnson 12 | Punti      | 17 A. Della Valle 15 A. De Nicolao 10 V. Golubović |
| R. Ukić 7                                          | Assist     | 6 A. De Nicolao                                    |
| A. Abass, K. Fesenko 8                             | Rimbalzi   | 8 P. Aradori                                       |
| Sergej Bazarevič                                   | Allenatori | Massimiliano Menetti                               |

| Arbitri: | Mattioli (Pesaro) Paglialunga (Taranto) Morelli (Brindisi) |

|                           |            |                                       |
| Ebi 19 Eyenga 16 White 15 | Punti      | 15 Johnson 14 Hodge 12 Abass, Fesenko |
| Rosselli 7                | Assist     | 7 Ukić                                |
| White 9                   | Rimbalzi   | 12 Fesenko                            |
| Francesco Vitucci         | Allenatori | Sergej Bazarevič                      |

| Arbitri: | Taurino (Modena) Sardella (Rimini) Bettini (Bologna) |

|                               |            |                                 |
| Scott 20 Reynolds 13 Banks 11 | Punti      | 16 Heslip 14 Johnson 12 Fesenko |
| Reynolds 10                   | Assist     | 3 Ukić                          |
| Anosike 8                     | Rimbalzi   | 7 Fesenko                       |
| Piero Bucchi                  | Allenatori | Sergej Bazarevič                |

| Arbitri: | Paternicò (Piazza Armerina) Biggi (Sarmato) Paglialunga (Taranto) |

|                               |            |                                  |
| Hodge 21 Heslip 18 Fesenko 16 | Punti      | 19 Kirk 12 Knowles 11 Blackshear |
| Hodge 11                      | Assist     | 8 Moore                          |
| Fesenko 15                    | Rimbalzi   | 10 Kirk                          |
| Sergej Bazarevič              | Allenatori | Vincenzo Esposito                |

| Arbitri: | Mazzoni (Grosseto) Weidmann (Roma) Rossi (Sansepolcro) |

|                                               |            |                             |
| Ragland 19 Nunnally 15 Acker, Leunen, Buva 12 | Punti      | 29 Johnson 16 Abass 9 Hodge |
| Ragland 5                                     | Assist     | 6 Ukić                      |
| Buva 6                                        | Rimbalzi   | 12 Johnson, Fesenko         |
| Stefano Sacripanti                            | Allenatori | Sergej Bazarevič            |

| Arbitri: | Sabetta (Termoli) Lo Guzzo (Catanzaro) Di Francesco (Teramo) |

|                                      |            |                            |
| Fesenko 19 Abass 17 Ukić, Johnson 14 | Punti      | 16 Jones 14 Siva 13 Slokar |
| Ukić, Abass, Johnson 4               | Assist     | 5 Siva                     |
| Fesenko 15                           | Rimbalzi   | 8 Jones                    |
| Sergej Bazarevič                     | Allenatori | Sandro Dell'Agnello        |

| Arbitri: | Taurino (Modena) Begnis (Crema) Bartoli (Trieste) |

|                                 |            |                             |
| Gentile 19 Batista 16 McLean 10 | Punti      | 16 Ukić 16 Abass 11 Johnson |
| Kalnietis 4                     | Assist     | 6 Ukić                      |
| Batista 13                      | Rimbalzi   | 8 Hodge                     |
| Jasmin Repeša                   | Allenatori | Sergej Bazarevič            |

| Arbitri: | Filippini (Pisa) Vicino (Bologna) Borgioni (Roma) |

|                              |            |                            |
| Johnson 22 Fesenko 10 Ukić 9 | Punti      | 17 Owens 14 Bramos 12 Goss |
| Hodge 6                      | Assist     | 8 Green                    |
| Johnson 9                    | Rimbalzi   | 12 Ejim                    |
| Sergej Bazarevič             | Allenatori | Walter De Raffaele         |

| Arbitri: | Mattioli (Pesaro) Di Francesco (Teramo) Attard (Siracusa) |

|                                            |            |                                 |
| Dragović 19 McGee 18 Washington, Turner 15 | Punti      | 20 Ignerski 17 Johnson 16 Abass |
| Turner 5                                   | Assist     | 4 Hodge                         |
| Washington 10                              | Rimbalzi   | 12 Johnson                      |
| Cesare Pancotto                            | Allenatori | Sergej Bazarevič                |

| Arbitri: | Martolini (Roma) Weidmann (Roma) Rossi (Sansepolcro) |

|                                                      |            |                              |
| Pascolo 16 Wright 13 Flaccadori, Sutton, Berggren 10 | Punti      | 15 Fesenko 12 Ukić 11 Heslip |
| Poeta 6                                              | Assist     | 3 Ukić, Heslip, Hodge        |
| Pascolo 11                                           | Rimbalzi   | 10 Fesenko                   |
| Maurizio Buscaglia                                   | Allenatori | Sergej Bazarevič             |

| Arbitri: | Lamonica (Pescara) Lo Guzzo (Catanzaro) Ranaudo (Roma) |

|                                        |            |                                      |
| Abass 22 Ignerski 17 Johnson, Hodge 16 | Punti      | 16 Collins 14 Fontecchio 13 Odom     |
| Ukić 8                                 | Assist     | 2 Vitali, Gaddy, Collins, Fontecchio |
| Abass, Johnson 8                       | Rimbalzi   | 8 Pittman                            |
| Sergey Bazarevich                      | Allenatori | Giorgio Valli                        |

| Arbitri: | Lanzarini (Bologna) Sabetta (Termoli) Bartoli (Trieste) |

|                              |            |                                       |
| Daye 26 Lacey 21 Shepherd 16 | Punti      | 27 Ignerski 16 Hodge 12 Ukić, Johnson |
| Lacey, Christon 3            | Assist     | 4 Hodge                               |
| Lydeka 9                     | Rimbalzi   | 5 Abass, Ignerski                     |
| Riccardo Paolini             | Allenatori | Sergey Bazarevich                     |

| Arbitri: | Mattioli (Pesaro) Vicino (Bologna) Caiazza (Arzano) |

|                                             |            |                                  |
| Fesenko, Hodge 16 Ukić 14 Abass, Johnson 11 | Punti      | 26 Davies 19 Wright 10 Cavaliero |
| Ukić, Johnson, Hodge 4                      | Assist     | 5 Wright                         |
| Johnson 11                                  | Rimbalzi   | 9 Davies                         |
| Sergej Bazarevič                            | Allenatori | Paolo Moretti                    |

## Statistiche

### Statistiche di squadra
Aggiornate al 5 maggio 2016.
| Competizione                     | Punti | In casa | In casa | In casa | In casa | In casa | In trasferta | In trasferta | In trasferta | In trasferta | In trasferta | Totale | Totale | Totale | Totale | Totale | Totale |
| Competizione                     | Punti | G       | V       | P       | Ptf     | Pts     | G            | V            | P            | Ptf          | Pts          | G      | V      | P      | Ptf    | Pts    | Diff.  |
| -------------------------------- | ----- | ------- | ------- | ------- | ------- | ------- | ------------ | ------------ | ------------ | ------------ | ------------ | ------ | ------ | ------ | ------ | ------ | ------ |
| Serie A                          | 24    | 15      | 9       | 6       | 1.239   | 1.144   | 15           | 3            | 12           | 1.183        | 1.261        | 30     | 12     | 18     | 2.422  | 2.405  | +17    |
| FIBA Europe Cup - Regular season | 9     | 3       | 3       | 0       | 252     | 206     | 3            | 0            | 3            | 250          | 278          | 6      | 3      | 3      | 502    | 484    | +18    |
| FIBA Europe Cup - Round of 32    | 9     | 3       | 2       | 1       | 269     | 258     | 3            | 1            | 2            | 256          | 266          | 6      | 3      | 3      | 525    | 524    | +1     |
| Totale                           | 42    | 21      | 14      | 7       | 1.760   | 1.608   | 21           | 4            | 17           | 1.689        | 1.805        | 42     | 18     | 24     | 3.449  | 3.413  | +36    |

### Statistiche dei giocatori

#### In campionato
Aggiornate al 6 ottobre 2016
| Nome                | G  | Pun | Min | Falli | Falli | Tiri da 2 | Tiri da 2 | Tiri da 2 | Tiri da 3 | Tiri da 3 | Tiri da 3 | Tiri Liberi | Tiri Liberi | Tiri Liberi | Rimbalzi | Rimbalzi | Rimbalzi | Stop | Stop | Palle | Palle | Ass | Val | OER   | +/- |
| Nome                | G  | Pun | Min | C     | S     | R         | T         | %         | R         | T         | %         | R           | T           | %           | O        | D        | T        | D    | S    | P     | R     | Ass | Val | OER   | +/- |
| ------------------- | -- | --- | --- | ----- | ----- | --------- | --------- | --------- | --------- | --------- | --------- | ----------- | ----------- | ----------- | -------- | -------- | -------- | ---- | ---- | ----- | ----- | --- | --- | ----- | --- |
| Awudu Abass         | 30 | 394 | 918 | 84    | 99    | 83        | 151       | 55.0      | 53        | 151       | 35.1      | 69          | 93          | 74.2        | 36       | 139      | 175      | 12   | 9    | 57    | 32    | 50  | 422 | 0.929 | 14  |
| Brady Heslip        | 29 | 367 | 785 | 42    | 39    | 33        | 71        | 46.5      | 92        | 202       | 45.5      | 25          | 32          | 78.1        | 5        | 25       | 30       | 1    | 4    | 28    | 15    | 25  | 248 | 1.096 | -6  |
| JaJuan Johnson      | 22 | 333 | 703 | 65    | 58    | 133       | 238       | 55.9      | 6         | 33        | 18.2      | 49          | 65          | 75.4        | 57       | 124      | 181      | 30   | 7    | 39    | 10    | 34  | 387 | 0.977 | 36  |
| Walter Hodge        | 23 | 273 | 707 | 75    | 105   | 63        | 117       | 53.8      | 29        | 97        | 29.9      | 60          | 71          | 84.5        | 12       | 62       | 74       | 2    | 6    | 80    | 29    | 127 | 316 | 0.823 | 24  |
| Kyrylo Fesenko      | 13 | 151 | 360 | 43    | 61    | 63        | 94        | 67.0      | 0         | 1         | 0.0       | 41          | 75          | 54.7        | 43       | 70       | 113      | 27   | 3    | 41    | 11    | 13  | 239 | 0.961 | 32  |
| Roko Ukić           | 14 | 136 | 414 | 32    | 37    | 44        | 82        | 53.7      | 13        | 44        | 29.5      | 23          | 28          | 82.1        | 5        | 34       | 39       | 0    | 7    | 33    | 8     | 69  | 157 | 0.875 | 55  |
| Jakub Wojciechowski | 28 | 118 | 347 | 53    | 16    | 31        | 51        | 60.8      | 17        | 48        | 35.4      | 8           | 14          | 57.1        | 12       | 61       | 73       | 7    | 2    | 17    | 7     | 10  | 105 | 0.774 | 25  |
| LaQuinton Ross      | 11 | 120 | 307 | 13    | 44    | 28        | 74        | 37.8      | 9         | 35        | 25.7      | 37          | 47          | 78.7        | 18       | 55       | 73       | 3    | 7    | 24    | 6     | 15  | 135 | 0.730 | -42 |
| Kenny Hasbrouck     | 13 | 116 | 295 | 34    | 20    | 19        | 53        | 35.8      | 20        | 57        | 35.1      | 18          | 23          | 78.3        | 3        | 25       | 28       | 0    | 8    | 22    | 20    | 33  | 77  | 0.729 | 35  |
| Jared Berggren      | 14 | 95  | 350 | 30    | 20    | 38        | 60        | 63.3      | 2         | 8         | 25.0      | 13          | 28          | 46.4        | 22       | 51       | 73       | 24   | 3    | 18    | 4     | 15  | 137 | 0.791 | -32 |
| Michał Ignerski     | 8  | 84  | 171 | 17    | 17    | 17        | 34        | 50.0      | 14        | 32        | 43.8      | 11          | 20          | 55.0        | 2        | 27       | 29       | 1    | 1    | 11    | 5     | 8   | 74  | 0.872 | -6  |
| Domen Lorbek        | 10 | 56  | 213 | 20    | 11    | 10        | 21        | 47.6      | 12        | 33        | 36.4      | 9           | 11          | 81.8        | 7        | 13       | 20       | 1    | 3    | 13    | 9     | 9   | 45  | 0.896 | -19 |
| Langston Hall       | 7  | 57  | 217 | 23    | 15    | 13        | 27        | 48.1      | 5         | 10        | 50.0      | 16          | 20          | 80.0        | 5        | 20       | 25       | 0    | 1    | 18    | 5     | 27  | 64  | 0.925 | -8  |
| Amedeo Tessitori    | 24 | 53  | 175 | 51    | 15    | 21        | 40        | 52.5      | 1         | 3         | 33.3      | 8           | 15          | 53.3        | 13       | 12       | 25       | 6    | 3    | 11    | 14    | 4   | 24  | 0.796 | -1  |
| Marco Laganà        | 5  | 16  | 33  | 3     | 9     | 1         | 3         | 33.3      | 1         | 3         | 33.3      | 11          | 14          | 78.6        | 1        | 5        | 6        | 1    | 0    | 5     | 1     | 2   | 20  | 0.671 | -10 |
| Ruben Zugno         | 12 | 4   | 29  | 7     | 3     | 1         | 2         | 50.0      | 0         | 0         | 0.0       | 2           | 2           | 100.0       | 3        | 0        | 3        | 0    | 0    | 4     | 0     | 2   | 0   | 0.208 | -8  |
| Luca Cesana         | 19 | 4   | 55  | 12    | 5     | 0         | 0         | 0.0       | 0         | 6         | 0.0       | 4           | 6           | 66.7        | 1        | 4        | 5        | 0    | 0    | 1     | 2     | 3   | -2  | 0.132 | 7   |
| Curtis Nwohuocha    | 5  | 0   | 21  | 5     | 1     | 0         | 2         | 0.0       | 0         | 1         | 0.0       | 0           | 2           | 0.0         | 2        | 1        | 3        | 0    | 0    | 1     | 0     | 2   | -5  | 0.000 | -11 |

#### FIBA Europe Cup
Aggiornate al 18 Febbraio 2016
| Nome                | G  | Min | Tiri totali | Tiri totali | Tiri totali | Tiri da 2 | Tiri da 2 | Tiri da 2 | Tiri da 3 | Tiri da 3 | Tiri da 3 | Tiri Liberi | Tiri Liberi | Tiri Liberi | Rimbalzi | Rimbalzi | Rimbalzi | Ass | Palle | Palle | Stop | Falli | Falli | Pun |
| Nome                | G  | Min | R           | T           | %           | R         | T         | %         | R         | T         | %         | R           | T           | %           | O        | D        | T        | Ass | P     | R     | Stop | C     | S     | Pun |
| ------------------- | -- | --- | ----------- | ----------- | ----------- | --------- | --------- | --------- | --------- | --------- | --------- | ----------- | ----------- | ----------- | -------- | -------- | -------- | --- | ----- | ----- | ---- | ----- | ----- | --- |
| Brady Heslip        | 12 | 389 | 68          | 155         | 43.9        | 21        | 39        | 53.8      | 47        | 116       | 40.5      | 20          | 26          | 76.9        | 1        | 14       | 15       | 21  | 10    | 8     | 1    | 23    | 26    | 203 |
| Awudu Abass         | 12 | 315 | 56          | 109         | 51.4        | 34        | 56        | 60.7      | 22        | 53        | 41.5      | 20          | 37          | 54.1        | 10       | 42       | 52       | 19  | 18    | 10    | 5    | 31    | 36    | 154 |
| Walter Hodge        | 8  | 248 | 32          | 79          | 40.5        | 19        | 40        | 47.5      | 13        | 39        | 33.3      | 21          | 25          | 84.0        | 1        | 20       | 21       | 66  | 21    | 10    | 0    | 29    | 36    | 98  |
| JaJuan Johnson      | 7  | 212 | 38          | 91          | 41.8        | 33        | 72        | 45.8      | 5         | 19        | 26.3      | 14          | 18          | 77.8        | 12       | 36       | 48       | 10  | 9     | 3     | 9    | 15    | 18    | 95  |
| Jakub Wojciechowski | 12 | 195 | 37          | 72          | 51.4        | 25        | 34        | 73.5      | 12        | 38        | 31.6      | 4           | 4           | 100.0       | 10       | 33       | 43       | 12  | 9     | 3     | 7    | 21    | 6     | 90  |
| Kenny Hasbrouck     | 9  | 201 | 25          | 74          | 33.8        | 14        | 30        | 46.7      | 11        | 44        | 25.0      | 16          | 17          | 94.1        | 3        | 18       | 21       | 27  | 13    | 18    | 0    | 27    | 22    | 77  |
| Jared Berggren      | 9  | 194 | 31          | 57          | 54.4        | 30        | 54        | 55.6      | 1         | 3         | 33.3      | 9           | 10          | 90.0        | 21       | 32       | 53       | 9   | 4     | 9     | 7    | 16    | 8     | 72  |
| Amedeo Tessitori    | 12 | 145 | 22          | 40          | 55.0        | 22        | 37        | 59.5      | 0         | 3         | 0.0       | 8           | 17          | 47.1        | 15       | 13       | 28       | 13  | 11    | 6     | 1    | 32    | 21    | 52  |
| LaQuinton Ross      | 6  | 138 | 16          | 50          | 32.0        | 14        | 36        | 38.9      | 2         | 14        | 14.3      | 14          | 16          | 87.5        | 7        | 31       | 38       | 6   | 10    | 6     | 3    | 11    | 11    | 48  |
| Kyrylo Fesenko      | 3  | 80  | 18          | 29          | 62.1        | 18        | 29        | 62.1      | 0         | 0         | 0.0       | 10          | 19          | 52.6        | 12       | 15       | 27       | 3   | 8     | 1     | 1    | 13    | 21    | 46  |
| Langston Hall       | 5  | 122 | 12          | 32          | 37.5        | 5         | 21        | 23.8      | 7         | 11        | 63.6      | 6           | 8           | 75.0        | 6        | 7        | 13       | 19  | 5     | 5     | 3    | 8     | 12    | 37  |
| Roko Ukić           | 3  | 83  | 11          | 25          | 44.0        | 5         | 11        | 45.5      | 6         | 14        | 42.9      | 7           | 10          | 70.0        | 6        | 5        | 11       | 13  | 7     | 1     | 1    | 7     | 7     | 35  |
| Luca Cesana         | 9  | 76  | 7           | 18          | 38.9        | 4         | 10        | 40.0      | 3         | 8         | 37.5      | 0           | 0           | 0.0         | 1        | 7        | 8        | 5   | 2     | 2     | 0    | 11    | 2     | 17  |
| Ruben Zugno         | 5  | 25  | 1           | 3           | 33.3        | 1         | 1         | 100.0     | 0         | 2         | 0.0       | 1           | 2           | 50.0        | 0        | 3        | 3        | 2   | 1     | 1     | 0    | 8     | 2     | 3   |
| Curtis Nwohuocha    | 2  | 5   | 0           | 0           | 0.0         | 0         | 0         | 0.0       | 0         | 0         | 0.0       | 0           | 0           | 0.0         | 2        | 0        | 2        | 0   | 0     | 0     | 0    | 0     | 0     | 0   |